# 荣耀升降机

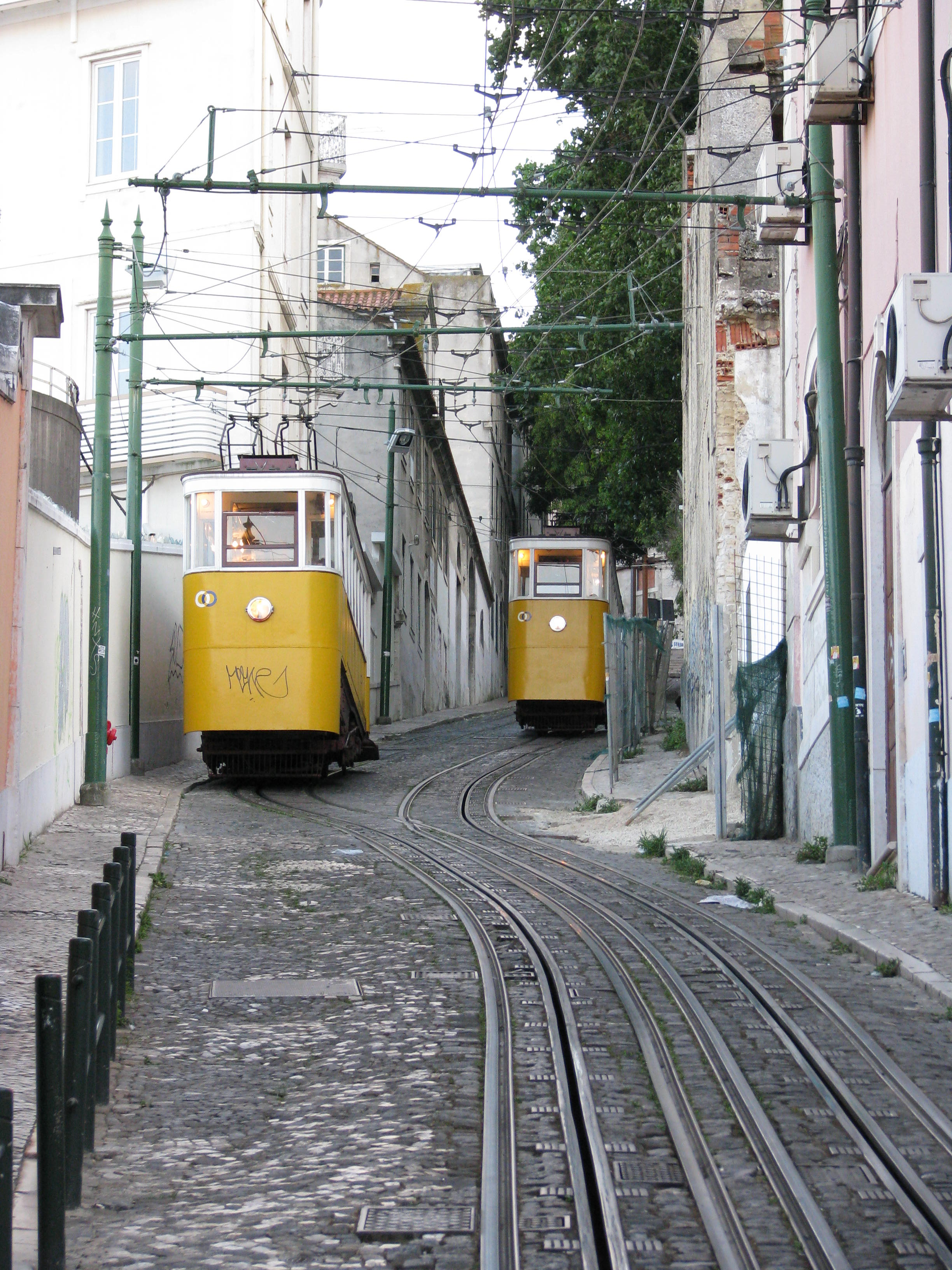
荣耀升降机

荣耀升降机（葡萄牙語：Elevador da Glória）是葡萄牙首都里斯本的一条往复式地面缆车，连接庞巴尔下城的光复广场与上城（Bairro Alto）的阿尔坎塔拉的圣伯多禄花园（Jardim/Miradouro de São Pedro de Alcântara）。它由Carris公司经营。
1885年10月24日，荣耀升降机对公众开放。最初它使用水力作为动力，1886年改为使用蒸汽作为动力，最后在1915年改为电力驱动。2002年被列为国家历史古迹。